# 八坂神社 (豊中市)
八坂神社（やさかじんじゃ）は、大阪府豊中市熊野町に鎮座する神社。

## 祭神
- 素盞嗚尊（牛頭天王）

## 歴史

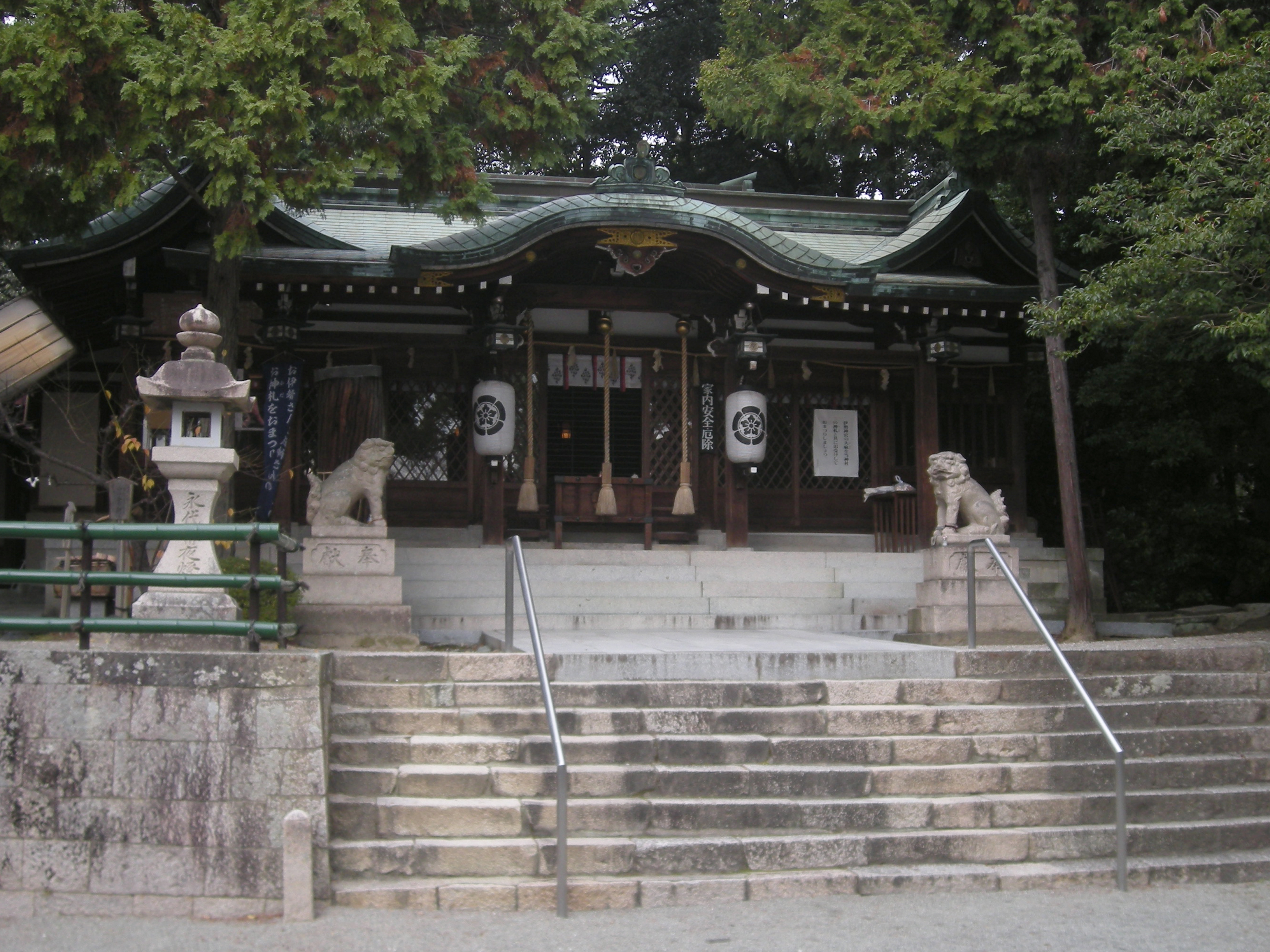
拝殿

- 長徳2年（986年） - 花山法皇が仏眼を導師として観音の霊場を巡拝していた時に、紀州熊野に似た「くす谷」山に熊野権現を祀ったのに創まる。
- 永正3年（1506年） - 足利義澄が小野資広に命じ社殿を再建。
- 弘治2年 - （1556年）より、もと葛上神祠と称していたが牛頭天王社と呼ばれた。
- 天正7年（1579年） - 荒木村重の兵燹により神殿は破壊され、神領地も亡失した。
- 慶安2年（1649年） - 現在地に再建。
- 明治3年（1871年） - 今の社名（八坂神社）に改める。
- 明治5年（1872年） - 村社に列す。
- 明治40年（1907年） - 宮垣内の愛宕神社を合祀。
- 明治41年（1908年） - 12月神饌幣帛供進社に指定される。
- 昭和38年（1963年） - 社殿を改修し、もと葛上神祠の地にあった御旅所を境内に移す。
- 昭和47年（1972年） - 参集殿、台額庫を造営。
- 昭和49年（1974年） - 戦没者慰霊之碑建立。
- 昭和54年（1979年） - 大鳥居、注連鳥居が奉献された。

## 所管社
境内
- 愛宕社
- 龍神宮
- 御旅所

境外
- 白滝稲荷社

## 文化財
- 八坂神社台額 - 豊中市有形民俗文化財（昭和62年9月1日指定）
- 獅子神事祭 - 豊中市無形民俗文化財（平成8年〈1996年〉4月1日指定）

## 交通アクセス
- 阪急宝塚本線豊中駅より 阪急バス｢熊野町東｣下車西へ徒歩5分